# Donna Lynne Champlin
Donna Lynne Champlin (Rochester, 21 gennaio 1971) è un'attrice statunitense.

## Biografia
Nata a Rochester, dalla madre scrittrice e dal padre scienziato. La sua carriera inizia all'età di quattro anni, quando partecipa ad uno spettacolo di varietà con un assolo di tip tap. Studia teatro musicale all'Università Carnegie Mellon laureandosi nel 1993; ancora studentessa, partecipa ad importanti spettacoli teatrali. Dal 2010 è sposata con l'attore Andrew Arrow.

## Carriera
Diventa un'attrice di Broadway debuttando nel musical James Joyce's The Dead. Champlin ha recitato come attrice protagonista in Very Warm for May. Ha debuttato a Broadway con The Dead di James Joyce, poi By Jeeves, Hollywood Arms, Sweeney Todd, Billy Elliot the Musical e The Dark at the Top of the Stairs, per il quale ha vinto l'Obie Award 2007. Altri crediti includono: No, No Nanette, Very Good Eddie, First Lady Suite, Harold e Maude, My Life with Albertine, Bloomer Girl e Jolson. Si è esibita con Len Cariou nel concerto Simply Sondheim che ha celebrato l'apertura del Sondheim Center for the Performing Arts.
I premi di Champlin includono, inoltre, il Gracie Award 2019 come migliore attrice non protagonista, il Drama Desk Award 2013, il Princess Grace Award, il titolo di National Tap Dance Champion quattro volte consecutive, ed ha ricevuto sovvenzioni dalla National Foundation for Advancement in the Arts, The Anna Sosenko Trust, Princess Grace Foundation ed il Charlie Willard Memorial Grant.
Ha partecipato a produzioni cinematografiche e televisive come The Dark Half, The View, Law & Order, The Good Wife, The Good Fight, The Good Doctor e Live with Regis and Kelly. Dal 2015 al 2019, ha recitato nelle serie The CW Crazy Ex-Girlfriend, Another Period e Feel the Beat di Netflix. Nel 2022, è apparsa nella serie di Showtime The First Lady.
Champlin ha pubblicato un album solista intitolato Old Friends. Insegna recitazione alla Carnegie Mellon University, all'Università di Hartford e alla New York University. Trascorre il suo tempo libero scrivendo, raccogliendo fondi per JDRF, BCEFA, The Actors Fund, e vive con la sua famiglia a New York.

## Filmografia

### Cinema
- La metà oscura (The Dark Half), regia di George A. Romero (1993)
- Birdman (Birdman or (The Unexpected Virtue of Ignorance)), regia di Alejandro González Iñárritu (2014)
- Downsizing - Vivere alla grande (Downsizing), regia di Alexander Payne (2017)
- Feel the Beat, regia di Elissa Down (2020)

### Televisione
- Law & Order - I due volti della giustizia (Law & Order) – serie TV, 2 episodi (2008–2010)
- The Good Wife – serie TV, episodio 6x04 (2014)
- Younger – serie TV, episodio 1x09 (2015)
- Crazy Ex-Girlfriend – serie TV, 62 episodi (2015–2019)
- Another Period – serie TV (2018)
- The First Lady – serie TV, 5 episodi (2022)
- The Good Doctor – serie TV, episodio 5x12 (2022)
- The Perfect Couple, regia di Susanne Bier – miniserie TV (2024)
- Law & Order - Unità vittime speciali - serie TV, episodio 26x14 (2025)

## Doppiatrici italiane
Nelle versioni in italiano delle opere in cui ha recitato, Donna Lynne Champlin è stata doppiata da:
- Stefanella Marrama in Crazy Ex-Girlfriend[9], Feel the Beat
- Emilia Costa in Downsizing - Vivere alla grande, The Perfect Couple, Law & Order - Unità vittime speciali
- Tiziana Avarista in The First Lady